# Nano-Reef
Il Nano-Reef (o Nanoreef) è un acquario di barriera con un litraggio di piccole dimensioni (massimo 100 litri).
In linea di massima non sono molto diversi da grossi acquari di barriera, dimensioni a parte, se non per quanto riguarda i sistemi di filtraggio e le caratteristiche dei suoi abitanti.

All'interno dei nanoreef solitamente sono ospitati animali che si adattano meglio a situazioni di spazio ristretto, di facile riproduzione, che necessitano di poche somministrazioni di mangime, vivendo per lo più di luce. Il filtraggio è prevalentemente di tipo biologico e come substrato per i batteri vengono sfruttate tutte le superfici, sia delle rocce che del fondo che delle alghe.

## Strutturazione
Grazie alla mancanza di filtraggi meccanici fini, all'interno di un nanoreef si sviluppano molti più esseri invisibili ad occhio nudo e microalghe che contribuiscono all'alimentazione generale dei suoi abitanti.

L'equilibrio biologico di queste vasche è piuttosto precario, date le ridotte dimensioni; qualsiasi errore o trascuratezza porta in breve tempo a situazioni difficili da gestire. Le sostituzioni periodiche d'acqua sono più frequenti, ed è preferibile usare acqua filtrata con un impianto a osmosi inversa per la sua preparazione, così come per reintegrare l'acqua evaporata.

Sicuramente meno costoso e meno impegnativo di un grosso acquario di barriera, dà egualmente grosse soddisfazioni.

## Allestimento

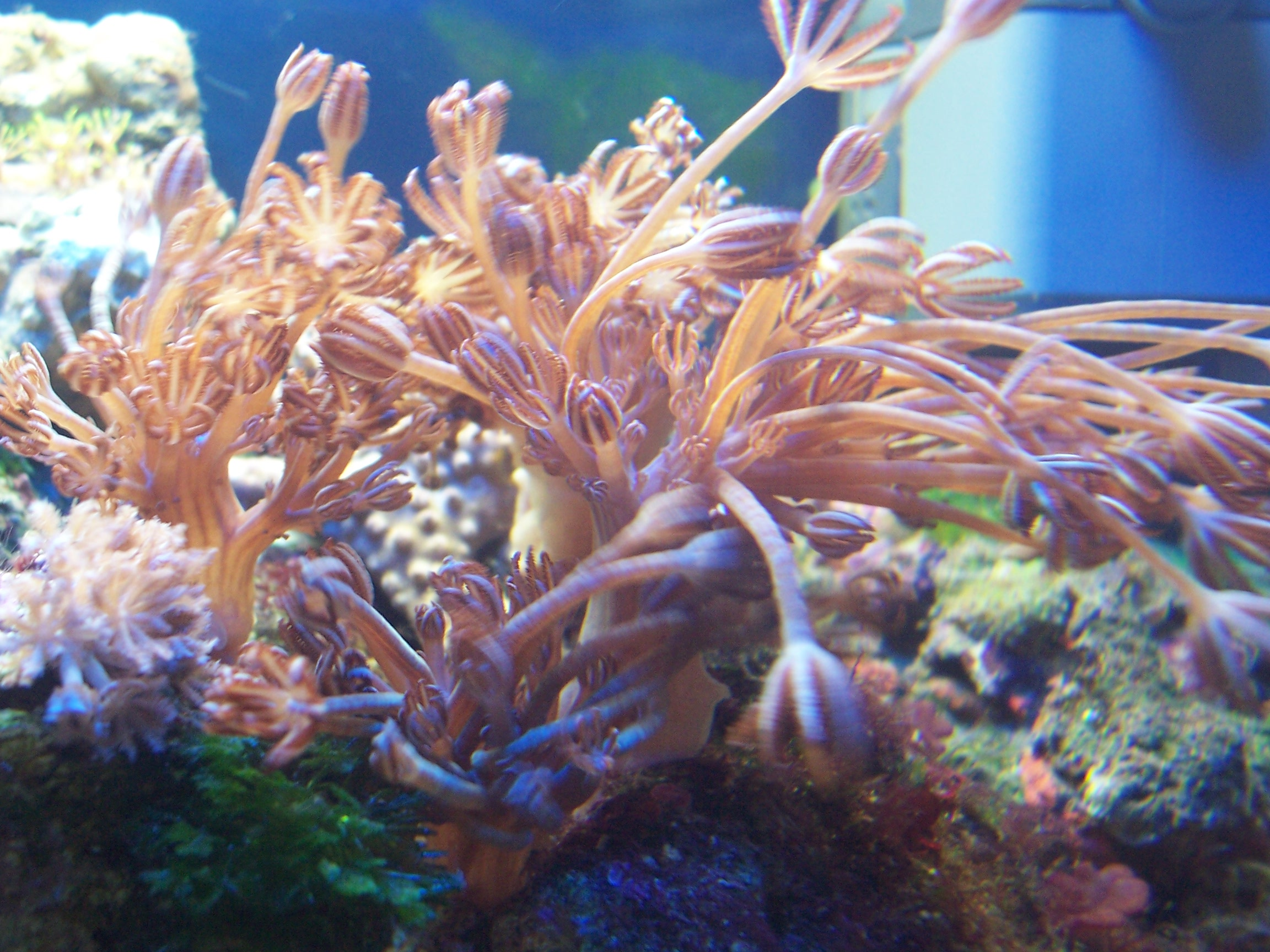
Invertebrati del NanoReef

Tecnicamente la differenza tra un acquario di barriera e un nanoreef è sostanziale.

Nel primo (vedere il relativo articolo) si devono adottare un gran numero di accessori costosissimi ma indispensabili, e tra questi: filtri meccanici, schiumatoi, plafoniere con luci potenti, integratori automatici di varie sostanze e molti altri, mentre nel nanoreef molti di questi accessori, tralasciando un discorso di ingombro, non sono così indispensabili se non a volte controproducenti.
In ogni caso, le svariate aziende produttrici di accessori per acquari, vedendo che gli appassionati del reef si stanno avvicinando al mondo dei nanoreef, hanno iniziato a produrre accessori con dimensioni e funzionalità indicate per questo tipo di vasche.
- il metodo naturale

Il metodo più puro e in un certo senso consono alla filosofia dei nanoreefer è quello naturale, metodo che prevede l'inserimento di una quantità pari almeno al 30%-35% (meglio al 40%) del volume della vasca di roccia viva di buonissima qualità, importantissimo perché in questi si insediarenno, dopo un ciclo di attivazione di circa 90 giorni, tutti quei microbatteri utili al filtraggio delle sostanze presenti in acqua. La sabbia potrà essere inserita solo in seguito e comunque un sottile strato, in maturazione essa può essere infatti causa di inquinamento.
Come accessori, solo un riscaldatore e una o più pompe di movimento, e ovviamente la cosa più importante un buon sistema di illuminazione, ricordandosi che la luce è la fonte di vita più importante per gli acquari di barriera.
Pur essendo una tipologia di acqua più indicata all'allevamento degli invertebrati, il nano reef può ospitare anche piccoli pesci, in genere appartenenti alle famiglie Gobidae e Blenniidae,  che spesso in natura vivono in ambienti ristretti, come le pozze di marea, e si adattano quindi bene alle ridotte dimensioni di quest tipo di acquari.